# Échange de prisonniers
 (avril 2022).
Si vous disposez d'ouvrages ou d'articles de référence ou si vous connaissez des sites web de qualité traitant du thème abordé ici, merci de compléter l'article en donnant les références utiles à sa vérifiabilité et en les liant à la section « Notes et références ».
En droit international, un échange de prisonniers consiste à soulager les prisons ou les camps de prisonniers de guerre au cours d'une guerre entre deux États souverains. Ce processus peut également impliquer d'autres revendications, comme des corps de soldats tombés au combat, des denrées alimentaires, des concessions politiques… Il est également utilisé l'échange d'espions et de prisonniers politiques entre États en temps de paix.
Il est encadré par les Conventions de Genève de 1949.

## Modalités
La Convention de Genève de 1929 prévoit les échanges dans ses articles 68 à 74 et son Annexe. La Convention de 1949 s'y consacre dans ses articles 109 à 117.
Il revient à chaque commandant ou chef politique de décider de l'opportunité d'un échange de prisonniers, avec l'aval de ses supérieurs. Il faut ensuite négocier les détails avec le camp ennemi. Cette base simple se complique de nombreuses difficultés :
- Il faut avoir suffisamment de prisonniers à échanger. Certaines factions tentent d'imposer des échanges dissymétriques, par exemple en menaçant la vie de leurs captifs si un nombre très supérieur des leurs n'est pas libéré. Ce procédé n'est évidemment possible que si la faction en question ne recherche pas la reconnaissance internationale.
- Il faut avoir un interlocuteur reconnu.
- Il faut négocier une trêve pendant laquelle l'échange aura lieu, et choisir un terrain neutre ou exempt de combats au moment de l'échange. Chaque partie aura à cœur de choisir le moment et le lieu qui l'arrangeront le mieux, si possible en obtenant l'interruption d'une offensive, un délai supplémentaire pour se renforcer, ou la démilitarisation d'une zone, conditions rarement acceptée par les deux parties. À défaut, on passe parfois par des pays tiers et neutres, ou par la Croix-Rouge internationale.
- Il faut avoir la logistique et les ressources nécessaires pour accueillir les prisonniers libérés. Ce qui ne va pas de soi car ils sont parfois en très mauvaise condition physique. Cette question ne s'est bien sûr posée qu'au XXe siècle : auparavant, toutes les armées ayant sensiblement le même potentiel médical ; de nos jours, les progrès de la médecine ont creusé l'écart entre les armées suréquipées et les forces paramilitaires ou du « Tiers monde ».
- Une fois l'échange fait, il faut savoir si les soldats pourront retourner au combat ou non et si oui, au bout de combien de temps.

## Chronologie

### Dans l'Antiquité et au Moyen Âge
Le problème des prisonniers de guerre ne se posait pas, on ne leur reconnaissait aucun droit face à la volonté du vainqueur. Dans l'Antiquité, s'ils n'étaient pas exécutés pour l'exemple, les prisonniers étaient soit vendus comme esclaves ou libérés contre une rançon.

### Durant la Guerre de Sécession
Les premiers échanges de prisonniers de la guerre de Sécession furent informels étant donné le peu de prisonniers faits de part et d'autre. Par la suite, il y eut plus de formes. Il fut même établi un barème établissant la « valeur » en simples soldats d'un officier supérieur. S'il y avait surnombre de prisonniers d'un côté, on leur faisait jurer de ne pas reprendre les armes avant un an. Mais les sudistes faisaient bon marché de cette parole en prétextant des vices de forme, à la grande fureur des nordistes.
Les échanges de prisonniers cessèrent en 1863, lorsque le Nord découvrit l'état des soldats détenus dans les camps du Sud. Il se posait aussi la question des Noirs capturés par le Sud, et qui étaient exécutés ou réduits (à nouveau) en esclavage. Abraham Lincoln exigea un meilleur traitement pour ses troupes, et faute de réponse satisfaisante, refusa tout échange ultérieur. Le Sud répliqua en accusant Lincoln de provoquer ces mauvais traitements, d'une part, par le blocus de l'Union exercé par l'U.S. Navy, qui obligeait le Sud à se rationner, et d'autre part, en employant illégalement des Noirs qui s'étaient rebellés contre leurs anciens maîtres.

### Durant les deux Guerres mondiales
Les deux Guerres mondiales se sont mal prêtées aux échanges de prisonniers.
Dans le cas de la Première Guerre mondiale, le choix plus ou moins forcé des états-majors d'une guerre d'attrition impliquait qu'aucun soldat ne devait être rendu à l'ennemi : seuls les plus faibles étaient rapatriés via la Croix-Rouge et la Suisse. En tout, 219 000 prisonniers ont été dans ce cas.
Dans le cas de la Seconde Guerre mondiale, la situation stratégique et politique rendait les échanges problématiques.
- Dans un premier temps, les victoires de l'Axe et du Japon fournirent tant de prisonniers que les Alliés, en eussent-ils eu le désir, auraient difficilement pu organiser un échange équitable. De plus, la guerre devait être courte : la question des prisonniers serait réglée après la reddition du camp allié.
- Dans un second temps, l'aveuglement idéologique des chefs (Adolf Hitler en Allemagne nazie, Staline en URSS, régime des généraux et empereur Hirohito au Japon) et les résolutions de la Conférence de Casablanca réunissant Winston Churchill et Franklin Delano Roosevelt excluaient tout contact avec l'ennemi, sauf pour négocier une reddition.

La seule ampleur des combats explique cependant que la Croix-Rouge ait organisé de larges échanges via la Suisse, pays neutre.

### Après 1945 et la Convention de Genève de 1949

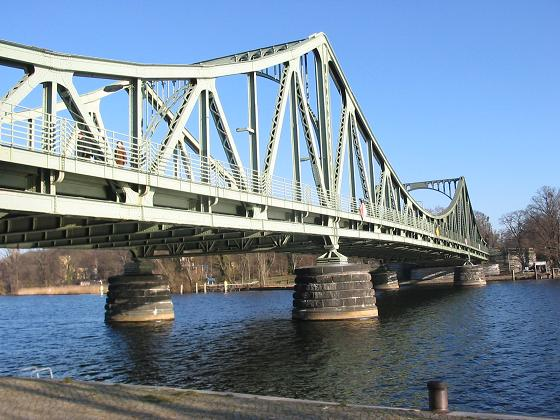
Le Pont de Glienicke à Berlin, lieu d'échange d'espions prisonniers durant la Guerre froide.

La problématique des échanges de prisonniers lors de la Guerre froide et au-delà, est que la plupart des conflits de longue durée (qui justifieraient un tel procédé) sont des conflits intra-étatiques (guerre civiles ou rébellions armées) ou des conflits inter-étatiques dits « de basse intensité », dans lesquels les actions militaires sont unilatérales et ponctuelles au sein d'un processus politique plus vaste (exemple : la bande d'Aozou).
Dans le premier cas, les rebelles sont considérés non comme des soldats, mais comme des criminels ou même des terroristes (coupables de subversion). Le pouvoir central ne peut donc traiter avec eux pour libérer ses combattants, sans leur donner une forme de légitimité, mais également prendre le risque que les soldats libérés commettent d'autres actions violentes. C'est notamment le cas des FARC colombiennes qui gardent prisonniers des militaires, et s'appuient sur des otages civils pour obtenir satisfaction sur leurs revendications politiques. La Convention de Genève ne peut pas non plus s'appliquer à ces prisonniers.
Dans le second cas, les rares prisonniers sont le plus souvent libérés à l'issue de négociations impliquant des conditions politiques et non par des contacts que le plan militaire. Un échange est d'ailleurs souvent impossible du fait d'une asymétrie : lorsqu'un seul des camps fait des prisonniers à l'issue d'une « action » en territoire ennemi, l'autre camp n'a pas de monnaie d'échange.

#### Armée de libération symbionaise
Ce groupuscule terroriste américain enlève en 1974 l'héritière Patricia Hearst et propose un échange avec ses membres détenus en vertu de décisions de justice, selon les termes de la Convention de Genève. L'ALS n'étant pas reconnue comme force belligérante sauf par elle-même, la revendication devient financière, puis sociale (sous la forme d'un programme de distribution de nourriture).

#### Angola
Un échange de prisonniers et de corps de soldats a lieu en Angola entre Cubains et Sud-Africains en 1987, incluant le coopérant français Pierre-André Albertini, accusé de trafic d'armes.

#### Guerre d'Ossétie du Sud de 2008
Un échange de prisonniers a lieu le 19 août 2008 entre la Russie et la Géorgie à la suite de l'invasion croisée de l'Ossétie du Sud et du territoire géorgien,,. D'ampleur limitée, il aurait concerné dix à quinze soldats géorgiens, et cinq à sept soldats russes (dont deux pilotes d'hélicoptère), selon les sources et négocié par l'entremise de l'ambassadeur français en Géorgie. Son impact a surtout été médiatique et diplomatique.

#### Guerre du Donbass (à partir de 2014)
Durant la guerre du Donbass, à partir de 2014, qui oppose l'Ukraine aux régions séparatistes du Donbass ainsi qu'à la Russie, pays frontalier accusé de soutenir militairement les insurgés en y menant une guerre hybride, des échanges de prisonniers ont lieu entre Ukrainiens et séparatistes mais aussi avec les Russes, comme le 7 septembre 2019, où un échange se tient entre l’Ukraine et la Russie, avec 35 personnes échangées de chaque côté. Parmi les Ukrainiens, figurent le réalisateur ukrainien Oleh Sentsov et les marins capturés par la Russie au cours de l'incident du détroit de Kertch.

#### Invasion de l'Ukraine par la Russie
Au cours de la guerre, plusieurs échanges de prisonniers, le plus souvent symétriques, s'effectuent entre les forces russes et les forces ukrainiennes, comme le 24 novembre 2022 ou le 31 décembre de la même année. Parmi eux se trouvent parfois des combattants ayant défendu l'usine d'Azovstal à Marioupol, souvent qualifiés de néo-nazis par la propagande russe.
Le 8 décembre 2022, alors qu'il purge une peine de vingt-cinq ans de prison aux États-Unis, le trafiquant d'armes russe Viktor Bout est échangé, dans le cadre d’un échange de prisonniers, à Abou Dabi contre la basketteuse américaine Brittney Griner, emprisonnée depuis plusieurs mois en Russie pour détention de cartouches de vapotage contenant de l'huile de cannabis,,, et dont on soupçonne que son emprisonnement n'avait pour but qu'un échange de prisonniers[réf. nécessaire].

## Critiques

### En Russie
Ces échanges sont critiqués par certains idéologues russes, qui, considérant que les soldats ukrainiens ont des affiliations néo-nazies, estiment qu'ils ne doivent sous aucun prétexte être libérés mais plutôt emprisonnés ou exécutés[réf. nécessaire].